# Puteaux-Gruppe

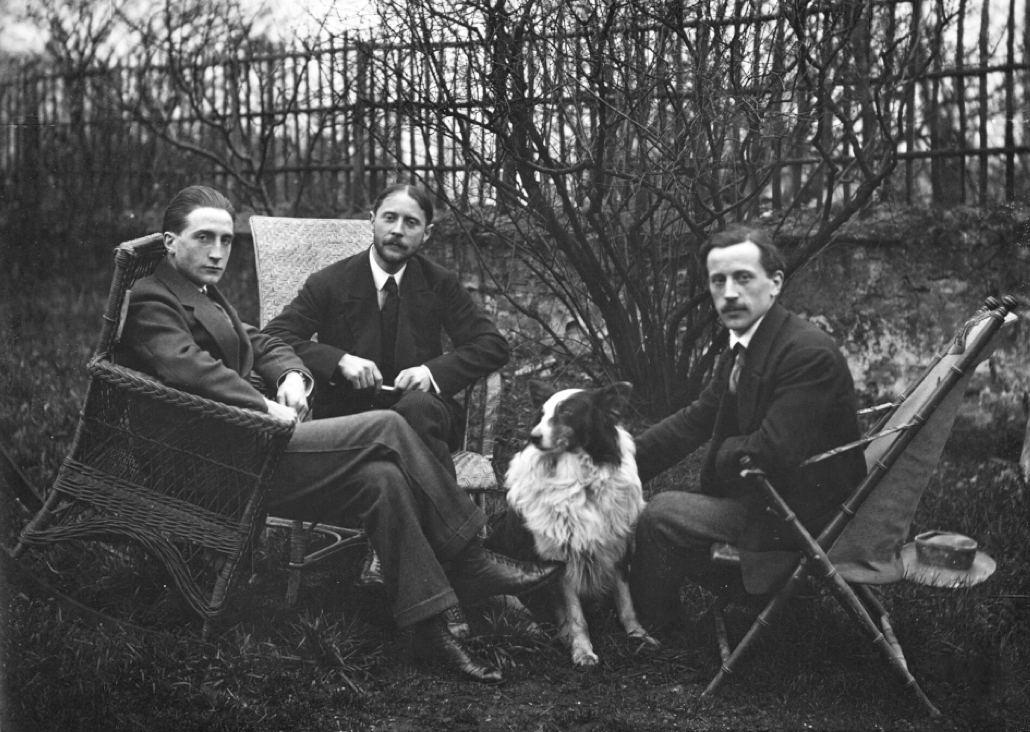
Von links nach rechts: Marcel Duchamp, Jacques Villon und Raymond Duchamp-Villon im Garten von Jacques Villon in Puteaux, um 1913. Foto: Smithsonian Institution

Die Puteaux-Gruppe wurde von einer lockeren Gruppierung verschiedener europäischer Künstler (siehe untenstehende Liste) gebildet, die mit dem Kubismus in enger Verbindung stand. Die Gruppe bildete sich 1911, als sich die Beteiligten regelmäßig zu Gesprächen im Haus von Jacques Villon in Puteaux (7 rue Lemaître) trafen, um ihre Ansichten über die kubistischen Arbeiten Braques und Picassos auszutauschen. Die Treffen fanden bis zum Jahr 1914 statt.
Bekannt wurde die Gruppe durch eine vieldiskutierte Ausstellung im Salon des Indépendants im Frühjahr 1911 (siehe hierzu → Kubismus/Puteaux-Gruppe).
Der Name der Gruppe wurde von ihnen selbst gewählt, um sich zugleich gegen die Werke Picassos und Braques abzugrenzen. Mit den kubistischen Bildern konfrontiert, fühlten sich die Künstler ästhetisch berührt. Sie ersannen schon sehr bald Theorien, um zu zeigen, warum sie von den Bildern beeindruckt waren. So versuchten sie die kubistische Bildwelt Braques und Picassos, dessen Harmonie und Ästhetik, wissenschaftlich zu begründen. In Zusammenarbeit mit dem als Maler, Illustrator und Kunstschriftsteller tätigen Albert Gleizes verfasste Jean Metzinger die theoretische Abhandlung Du cubisme (Über den Kubismus), die 1912 im Verlag Figuière in Paris erschien. Beide betonen in dieser Schrift den Unterschied zu den so genannten  Galeriekubisten Picasso und Braque. So werden als Vertreter des Kubismus nur die Künstler der Puteaux-Gruppe genannt.
Die Arbeiten Robert Delaunays seit 1912 wurden von Guillaume Apollinaire als Orphismus bezeichnet (siehe → Orphismus).
Marcel Duchamp reichte 1912 sein Bild Nu descendant un escalier no. 2 (Akt, eine Treppe herabsteigend Nr. 2) in den Salon des Indépendants ein, wo es von den übrigen Mitgliedern der Gruppe abgelehnt wurde. In der Kunstgeschichte wird es zu den Schlüsselwerken der Malerei des 20. Jahrhunderts gezählt, da es die neuen Bestrebungen des Futurismus beinhaltet.
Im Jahr 1912 bildeten einige Vertreter der Gruppe auch die Ausstellungsgemeinschaft Section d’Or.
Die eigentlich konstituierenden Mitglieder der Gruppe waren:
- Raymond Duchamp-Villon – (1876–1918), Franzose
- Albert Gleizes – (1881–1953), Franzose
- František Kupka – (1871–1957), Tscheche
- Fernand Léger – (1881–1955), Franzose
- Jean Metzinger –  (1883–1956), Franzose
- Francis Picabia – (1879–1953), spanischstämmiger Franzose
- Jacques Villon – (1875–1963), Franzose

Regelmäßige Teilnehmer waren:
- Guillaume Apollinaire –  (1880–1918), italienisch-polnischstämmiger Franzose
- Robert Delaunay – (1885–1941), Franzose
- Marcel Duchamp – (1887–1968), Franzose
- Constantin Brâncuși – (1876–1957), rumänischstämmiger Franzose
- Roger de la Fresnaye – (1885–1925), Franzose
- Louis Marcoussis – (1878–1941), Pole
- Henri Le Fauconnier –  (1881–1946), Franzose
- Georges Ribemont-Dessaignes –  (1884–1974), Franzose